# 사모라시 (미란다주)

사모라 시의 위치

사모라시(스페인어: Zamora)는 베네수엘라 미란다 주의 지방 자치체로 행정 중심지는 과티레이며 면적은 378km2, 인구는 189,931명(2007년 기준)이다.